# کاشی‌های توینبی

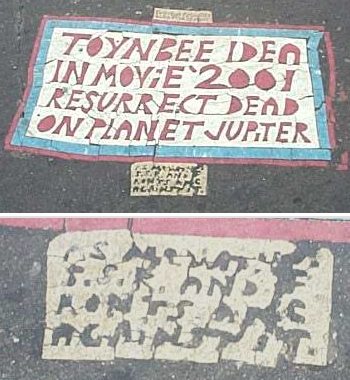
بالا: کاشی بزرگ و رنگی پیدا شده در واشینگتن، دی.سی. پایین: نمای نزدیک از برگه پایینی کاشی فوق، که ظاهراً به اتحاد جماهیر شوروی اشاره دارد که در زمانی که این عکس گرفته شده، سال‌ها پیش فروپاشیده بود. (As media U.S.S.R. and Fronts are against it.)

کاشی‌های توینبی (به انگلیسی: Toynbee tiles) یا پلاک‌های توینبی (به انگلیسی: Toynbee plaques)، پیام‌هایی با منشأ ناشناخته هستند که در آسفالت خیابان‌های حدود ۲۰ شهر ایالات متحده و ۴ شهر آمریکای جنوبی پیدا شده‌اند. از دهه ۱۹۸۰، چند صد مورد از این کاشی‌ها دیده شده است. این کاشی‌ها، به طور معمول در ابعاد پلاک‌های وسایل نقلیه آمریکایی (تقریباً ۳۰ سانتی‌متر در ۱۵ سانتی‌متر) هستند؛ هرچند در میان آنها تعدادی کاشی بزرگ تر نیز دیده شده است. فیلم مستندی با عنوان احیای مرده: راز کاشی‌های توینبی، به بررسی این کاشی‌ها پرداخته است.
کاشی‌های توینبی، شامل چنین متنی هستند:

TOYNBEE IDEA

IN MOViE `2001

RESURRECT DEAD

ON PLANET JUPITER

ایده توینبی

در فیلم ۲۰۰۱

احیای مرده

در سیاره مشتری

همچنین، برخی از کاشی‌های ساخته شده، حاوی بیانه‌های سیاسی مرموز یا متنی با محتوایی هستند که خوانندگان را نسبت به ساخت و نصب کاشی‌های مشابه، ترغیب می‌کند. جنس موادی که کاشی‌ها با آن ساخته شده‌اند، در ابتدا ناشناخته بود؛ اما بعدها، مدارک نشان دادند که کاشی‌ها را با لایه‌هایی از مخلوط مشمع و لکه گیر آسفالت ساخته‌اند. در میانه‌های دهه ۱۹۹۰، نخستین مقالات در مورد کاشی‌ها، منتشر شدند؛ با این حال، احتمالاً نخستین منابع مربوط به کاشی‌ها، در میانه‌های دهه ۱۹۸۰ ظاهر شدند.

## تاریخچه
نخستین تصاویر کاشی‌های توینبی، در اواخر دهه ۱۹۸۰ ثبت شدند. اولین واکنش‌های رسانه‌ای نیز در سال ۱۹۹۴ در روزنامه بالتیمور سان دیده شده است. در یادداشتی که در سال ۱۹۸۳ در روزنامه فیلادلفیا اینکوایرر چاپ شده بود، به کمپینی در فیلادلفیا اشاره شده است که دارای تمی مشابه مواردی است که در کاشی‌ها ذکر شده‌اند (به عنوان نمونه، احیا مردگان در مشتری، استنلی کوبریک و آرنولد جی. توینبی)؛ اما اشاره‌ای به کاشی‌ها نشده است.
در ایالات متحده، کاشی‌ها از سمت غرب تا کانزاس‌سیتی، از سمت شمال تا بوستون و از سمت جنوب تا واشینگتن، دی.سی. مشاهده شده‌اند. از سال ۲۰۰۲ به بعد، تعداد بسیار کمی از کاشی‌های تازه ساخته شده‌ای که به نظر می‌رسد، توسط خود هنرمند اصلی ساخته شده باشند، در خارج از محدوده فیلادلفیا دیده شده‌اند. هر چند، یک مورد در سال ۲۰۰۶ در حومه شهر کنتیکت و در سال ۲۰۰۸ نیز موارد دیگری در نیوجرسی گزارش شده‌اند. مواردی نیز که به نظر کپی‌برداری و تقلید از روی کار اصلی هستند، در نوبلزویل و بوفالو و در ساحل غربی نیز در سان فرانسیسکو، پورتلند و رازول دیده شده‌اند. کاشی‌های دیگری نیز در سال ۲۰۱۳ در مرکز شهر تالسا و در سال ۱۹۹۷ در دیترویت دیده شده‌اند. بسیاری از کاشی‌های قدیمی که به نظر می‌رسد، توسط هنرمند اصلی ساخته شده باشند، در اثر رفت‌وآمد اتوموبیل‌ها، فرسوده شده‌اند؛ اما تا سال ۲۰۱۱، برخی از کاشی‌های قدیمی در پیتسبرگ، سنت لوئیس، سینسینتی، کلیولند و در آمریکای جنوبی و سایر شهرها همچنان باقی‌مانده بودند.
در ۱۹ ژوئن ۲۰۱۳ کاشی‌هایی مشابه کاشی‌های توینبی، در خیابانی در توپیکا دیده شدند که تا عصر روز بعد، برداشته شدند. کمتر از یک ماه بعد در ۱۷ جولای ۲۰۱۳ کاشی دیگری در خیابانی در سالت‌لیک‌سیتی گزارش شد.
کاشی‌های جدیدی در چند بزرگراه اصلی همچون، اینتراستیت ۴۷۶ در دلاویر و در اینتراستیت ۹۵ نصب شده‌اند. در سال‌های ۲۰۰۷ و ۲۰۰۸، بیش از شش مورد نیز در باند شمالی جاده یو.اس. ۱ از سمت درکسل هیل در دلاویر دیده شده است. این کاشی‌ها، ابعاد بزرگ‌تری نسبت به کاشی‌های اصلی داشته و دارای خط ایتالیک قرمز رنگ بودند.

## تفاسیر

### افراد و موارد اشاره شده
در فیلم مستندی که دربارهٔ کاشی‌ها ساخته شده، جاستین دوئر بر این عقیده است که «توینبی»، به مورخ بریتانیایی قرن ۲۰، آرنولد جی. توینبی اشاره داشته و «فیلم ۲۰۰۱» یا «۲۰۰۱ کوبریک» نیز اشاره‌ای است به فیلم ۲۰۰۱: ادیسه فضایی، ساخته استنلی کوبریک در سال ۱۹۶۸ که دربارهٔ مأموریت ارسال سرنشین به سیاره مشتری است. وبگاه toynbee.net نیز، بر این باور است که «توینبی» اشاره به داستان کوتاهی از ری بردبری به نام کانوکتور توینبی است.
بیشتر کاشی‌ها حاوی متنی مشابه متن فوق هستند، با این حال در غالب موارد، نوشته دیگری نیز در کنار نوشته اصلی دیده شده است. برخی از این نوشته‌ها به توطئه بین مطبوعات (شامل جان اس. نایت و نایت ریدر)، دولت ایالات متحده و اتحاد جماهیر شوروی (با وجود اینکه کاشی‌ها، سال‌ها پس از فروپاشی اتحاد شوروی درست شده بودند) و یهودی‌ها مربوط می‌شوند. این نوشته‌ها، دارای سبک نگارش مشابه و کیفیت ضعیفی هستند.
یکی از کاشی‌ها، در سانتیاگو در کشور شیلی، به آدرس خیابانی در فیلادلفیا، پنسیلوانیا (۲۶۲۴ اس. هفتم، فیلادلفیا، پنسیلوانیا) اشاره کرده است. ساکنان کنونی این خانه، چیزی در مورد کاشی‌ها نمی‌دانستند و از سوالات مردم در این مورد، به ستوه آمده‌اند؛ با این حال، همان‌طور که در فیلم مستند احیای مرده: راز کاشی‌های توینبی ساخته سال ۲۰۱۱، نشان داده شده است، این خانه، محل زندگی یک کاشی‌ساز منزوی است. علاقه‌مندان به کاشی‌های توینبی، بر این باور هستند که این کاشی‌ها را یک فرد اهل فیلادلفیا ساخته است. دلایل آن‌ها برای این ادعای‌شان، عبارتند از تعداد زیاد کاشی‌هایی که در این شهر پیدا شده، سن ظاهری آن‌ها، گوناگونی سبک حکاکی، وجود پیام‌هایی از خالق کاشی و آدرس فیلادلفیا در کاشی‌ای که در سانتیاگو دیده شده است.